# Zelig Bardicever
Zelig Leib Bardichever (în rusă Зе́йлик Барди́чевер, idiș זעליק לייב באַרדיטשעװער, n. 6 iunie 1903, Bălți, gubernia Basarabia, Imperiul Rus – d. 30 decembrie 1937, Iași, România) a fost un compozitor și scriitor evreu rus și român de origine basarabeană, ale cărui lucrări au fost în limba idiș. Acesta a scris poeme și cântece despre viața evreilor din orașele românești în perioada interbelică. Deoarece s-a stins la o vârstă fragedă din cauza tuberculozei, acesta nu a putut să-și publice toate lucrările, multe dintre ele fiind publicate post-mortem de alți evrei români, cum ar fi Leibu Levin.